# Straßenbahn Hagendingen
Die ehemalige Straßenbahn Hagendingen im lothringischen Hagendingen (Hagondange) diente überwiegend dem Arbeiterverkehr zu den Hüttenwerken zwischen Diedenhofen (Thionville) und Metz.

## Straßenbahn der Thyssen AG
Zwischen Diedenhofen und Metz in Lothringen verkehrte über 50 Jahre lang eine Straßenbahn, die weder ein innerstädtisches Verkehrsmittel noch eine Verbindung zweier Städte war. Bei der Straßenbahn Hagendingen handelte es sich eher um eine Werksbahn, die dem Arbeiterverkehr diente, aber auch der Öffentlichkeit zur Verfügung stand.

## Geschichte
Vor dem Ersten Weltkrieg war die Zahl der Beschäftigten in den eisenverarbeitenden Werken im Moseltal derart angestiegen, dass die dort verlaufende Eisenbahnstrecke für die An- und Abfahrt nicht mehr ausreichte. Daher entstand der Plan, eine  elektrische Straßenbahn zu bauen, um die Fabriken mit den Wohngebieten und mit den benachbarten Bahnhöfen zu verbinden.
Das Stahlwerk Thyssen AG in Hagendingen ergriff die Initiative und eröffnete am 20. Januar 1912 einen ersten, 2,76 Kilometer langen Streckenabschnitt vom Bahnhof Hagendingen in südlicher Richtung bis zum Stahlwerk in Mondelingen (Mondelange). Am 1. April 1913 wurde die Strecke zu den Werken der Mosel-Hütte AG in Macheren (Maizières) bei Metz verlängert. Die Strecke durchfuhr Arbeitersiedlungen, bediente zahlreiche Industriebetriebe, unterquerte zwei Grubenbahnen und endete vor dem Staatsbahnhof Machern der 1854 eröffneten Strecke Metz–Diedenhofen, die zum Netz der Reichseisenbahn Elsaß-Lothringen gehörte.
Die normalspurige Bahn war insgesamt 5,58 Kilometer lang und überwiegend auf eigenem Bahnkörper angelegt; sie besaß eine Ausweiche in der Streckenmitte.
Die Züge, die zum Schichtwechsel teilweise mit bis zu drei vierachsigen Beiwagen bestückt waren, fuhren im stündlichen oder auch halbstündlichen Takt. Da auch nachts gearbeitet wurde, dauerte der Betriebstag in der Regel rund 22 Stunden.
Anfangs waren vier Triebwagen, die mittels Lyrabügel den Gleichstrom mit der ungewöhnlichen Spannung von 1000 Volt aus der Oberleitung entnahmen, und sechs Beiwagen vorhanden.

## Neuer Eigentümer
Nach dem Waffenstillstand vom November 1918 wurden die Fabriken deutscher Eigentümer unter Zwangsverwaltung des französischen Staates gestellt und anschließend zwei neuen französischen Gesellschaften namens Forges et Acièries d’Hagondange und Hauts-Fournaux de la Moselle übergeben.
Für den Betrieb der Straßenbahn war nun die Union des Consommateurs de Produits Miniers et Industriels (UCPMI) zuständig. Die ursprünglich von deutschen Waggonfabriken gelieferten Fahrzeuge wurden 1938 um zwei Triebwagen und fünf Beiwagen aus Paris ergänzt. Auch im Jahr 1952 wurde der Wagenpark grundlegend erneuert und die Lyrabügel durch Pantographen ersetzt.
Der Straßenbahnbetrieb Hagendingen endete infolge der Krise in der Stahlindustrie nach mehr als 50 Jahren am 31. Januar 1964.